# Biscutella bilbilitana
Biscutella bilbilitana là một loài thực vật có hoa trong họ Cải. Loài này được Mateo & M.B.Crespo mô tả khoa học đầu tiên năm 2000.